# Cantone di Brouvelieures
Il Cantone di Brouvelieures era una divisione amministrativa dell'arrondissement di Saint-Dié-des-Vosges.
È stato soppresso a seguito della riforma complessiva dei cantoni del 2014, che è entrata in vigore con le elezioni dipartimentali del 2015.
Comprendeva i comuni di:
- Belmont-sur-Buttant
- Biffontaine
- Bois-de-Champ
- Brouvelieures
- Domfaing
- Fremifontaine
- Mortagne
- Les Poulières
- Les Rouges-Eaux
- Vervezelle